# Lonchocarpus longipedicellatus
Lonchocarpus longipedicellatus är en ärtväxtart som beskrevs av Henri François Pittier. Lonchocarpus longipedicellatus ingår i släktet Lonchocarpus och familjen ärtväxter. Inga underarter finns listade i Catalogue of Life.